# Stacy Keach
Stacy Keach (* 2. června 1941 Savannah) je americký herec. Oba jeho rodiče, matka Mary i otec Stacy, byli rovněž herci, stejně jako jeho mladší bratr James. Na svém kontě má přes dvě stovky filmových, televizních a divadelních rolí. V letech 1984 až 1987 hrál hlavní roli v detektivním seriálu Mike Hammer. Rovněž propůjčil svůj hlas jedné postavě v šesti dílech animovaného seriálu Simpsonovi: Homer drží hladovku (2001), Starý zbabělec (2003), Manželská poradna Homera a Marge (2006), Bartův nový kamarád (2015), Čekání na Duffmana (2015) a Divoký víkend v Havaně (2016). Je držitelem Zlatého glóbu za nejlepší mužský herecký výkon v minisérii nebo TV filmu za roli spisovatele Ernesta Hemingwaye v televizním filmu Hemingway. K filmu Imbued (2009), v němž zároveň ztvárnil hlavní roli, složil i hudbu.

## Filmografie (výběr)
- Srdce je osamělý lovec (1968)
- Život a doba soudce Roye Beana (1972)
- Nevhodné chování (1975)
- Soupeři (1977)
- Stoupat jak dým (1978)
- Útěk z L.A. (1996)
- Kult hákového kříže (1998)
- Imbued (2009)
- Bourneův odkaz (2012)
- Nebraska (2013)
- Letadla (2013)
- Zůstaň se mnou (2014)
- Sin City: Ženská, pro kterou bych vraždil (2014)